# Kırklareli
Kırklareli je město v evropské části Turecka, hlavní město stejnojmenné provincie. Podle údajů z roku 2009 zde žije 64 265 obyvatel. Město je známé svou zachovalou židovskou čtvrtí.

## Historie
Město původně patřilo Řecku, v roce 1922 připadlo Turecku. V roce 1923 pak proběhla mezi těmito dvěma zeměmi výměna obyvatel. Turci z Řecka byli vyměněni za řecké obyvatelstvo v Turecku, od té doby tvoří Turci v Kırklareli většinu.